# KAGRA
Il Kamioka Gravitational Wave Detector (KAGRA), formalmente Large Scale Cryogenic Gravitational Wave Telescope (LCGT), è un grande interferometro costruito per lo studio sulle onde gravitazionali dall'Istituto per la Ricerca sui Raggi Cosmici (ICRR, Institute for Cosmic Ray Research) dell'Università di Tokyo. L'interferometro è entrato in funzione il 25 febbraio 2020, quando ha cominciato la presa dati.
KAGRA è costituito da un interferometro di Michelson, con bracci lunghi 3 km, situato in una galleria della miniera di Kamioka in Giappone.
La pianificazione dell'interferometro prevedeva originariamente la sistemazione di due serie di rivelatori di onde gravitazionali interferometrici. L'LCGT è stato progettato per rilevare onde chirp dalla coalescenza di una stella di neutroni binaria distante 240 Mpc con un S/N di 10. Il numero di eventi rilevabili atteso in un anno è di due o tre. Per ottenere la sensibilità richiesta, sono state impiegate tecniche avanzate come un sistema a bassa frequenza per l'isolamento dalle vibrazioni, un interferometro a punto di sospensione (SPI, Suspension Point Interferometer), specchi criogenici, un metodo di estrazione di banda laterale risonante (RSE, Resonant Sideband Extraction), un sistema laser ad alta energia e così via.
KAGRA ha avuto diversi ritardi nella costruzione. L'iniziale pianificazione prevedeva di iniziare la costruzione nel 2005 e l'osservazione nel 2009 ma la costruzione è stata completata solo nel 2019. L'infiltrazione di acqua nelle gallerie ha causato ritardi significativi nel 2014 e nel 2015.
Le operazioni iniziali ("iKAGRA") con masse di prova a temperatura ambiente sono state effettuate nel 2016. L'operazione criogenica pianificata "baseline" ("bKAGRA") è stata effettuata nel 2018.
La collaborazione tra LIGO, Virgo e KAGRA ha iniziato la sua attuale sessione di osservazione (O4) il 24 maggio 2023.